# Рихтер, Джейсон Джеймс
Дже́йсон Джеймс Ри́хтер (англ. Jason James Richter; род. 29 января 1980, Медфорд, Орегон) — американский актёр кино и телевидения, начавший сниматься в возрасте 12 лет, менее известен как продюсер, режиссёр, сценарист и музыкант-басист. Наиболее запомнился зрителю исполнением главной роли в серии фильмов «Освободите Вилли» (1993—1997).

## Биография
Джейсон Джеймс Рихтер родился 29 января 1980 года в городе Медфорд (Орегон). Отец — Грег Рихтер, военный моряк, мать — Сэнди Рихтер (род. ок. 1958), малоизвестная актриса, сестра — Трайша. В 1983 году семья мальчика переехала в Гонолулу (Гавайи), к месту службы отца, где малыш был замечен японским кастинговым агентством; он тогда снялся в нескольких рекламных роликах, но на этом его карьера актёра пока окончилась. В 1989 году Рихтер с семьёй переехал в Лос-Анджелес (Калифорния). В 1992 году Джейсон Рихтер принял участие в кастинге на главную роль в фильме «Освободите Вилли», и получил её, обойдя 4000 претендентов. Он пришёл на пробы с немытыми волосами и в рваных джинсах; «Это именно то, что мы искали», — заявила Лорен Доннер, — «ребёнок с озабоченным лицом и золотым сердцем». В 1993 году лента вышла на экраны и имела огромный успех. Рихтер сыграл ту же роль в двух продолжениях картины (1995 и 1997), также имевшими большую популярность, попутно снимался в других кино- и телеработах. С 1997 по 2009 год актёр нигде не снимался, за исключением малоизвестного фильма «Река Рикошет» (2001).
С 2009 года Рихтер вернулся как актёр на кино- и телеэкраны, с 2013 года изредка занимается продюсированием, режиссурой и сценарными работами.
Являлся басистом в малоизвестной музыкальной группе Fermata.

## Избранная фильмография
Широкий экран (актёр)
- 1993 — Освободите Вилли / Free Willy — Джесси Гринвуд
- 1994 — Фараоны и Робберсоны / Cops & Robbersons — Кевин Робберсон
- 1994 — Бесконечная история 3 / The NeverEnding Story III — Бастиан Балтазар Букс[англ.]
- 1995 — Освободите Вилли 2: Новое приключение / Free Willy 2: The Adventure Home — Джесси Гринвуд
- 1997 — Освободите Вилли 3: Спасение / Free Willy 3: The Rescue — Джесси Гринвуд
- 2010 — Теккен / Tekken — коллега Боннера
- 2017 — Последняя ярость[англ.] / Last Rampage — Броли

Телевидение (актёр)
- 1996 — Клиент[англ.] / The Client — Крис Лав (в эпизоде The Morning After)
- 1997 — Сабрина — маленькая ведьма / Sabrina the Teenage Witch — Данте Алигьери в юности (в эпизоде Dante's Inferno)
- 1997 — Ох уж эти детки! / Rugrats — Ринго / Бык (озвучивание в эпизоде He Saw, She Saw/Piggy's Pizza Palace)
- 2008 — Е! Правдивая голливудская история[англ.] / E! True Hollywood Story — в роли самого себя (в выпуске Kate Hudson)
- 2009 — Кости / Bones — клоун (в эпизоде Double Trouble in the Panhandle)
- 2011 — Мыслить как преступник / Criminal Minds — Мэттью Кин (в эпизоде Night Hawks)

Прочие работы
- 1995 — Детство[англ.] / Childhood (видеоклип Майкла Джексона) — в роли Джесси Гринвуда из фильма «Освободите Вилли 2: Новое приключение»: мальчик, ведущий армаду дирижаблей
- 2010 — Теккен / Tekken — ассистент режиссёра
- 2017 — Последняя ярость[англ.] / Last Rampage — ассоциативный продюсер

## Награды и номинации
- 1994 — Премия MTV в категориях «Лучший прорыв года» и «Лучший поцелуй» за роль в фильме «Освободите Вилли» — обе номинации.
- 1994[англ.] — Премия «Молодой актёр» в категории «Лучший молодой актёр в главной роли в полнометражном фильме» за роль в фильме «Освободите Вилли» — победа.
- 2017 — Премия Международного кинофестиваля «Обглоданные кости» в категории «Лучший актёр второго плана» за роль в фильме «Порочный» — номинация.
- 2017 — Премия Невадского международного кинофестиваля в категории «Лучший невадский фильм» за роль в фильме «Водитель» — победа.